# Complexe paysager de Tràng An
Le complexe paysager de Tràng An est un spectaculaire paysage de pitons karstiques sillonné de vallées, situé sur la rive méridionale du delta du fleuve Rouge dans la province de Ninh Binh au Viêt Nam.
Surnommé la « baie d'Hạ Long terrestre », le site est classé au patrimoine mondial de l'UNESCO. Le complexe paysager de Tràng An comprend Tam Cốc - Bích Động, l'ancienne capitale Hoa Lư et la pagode de Bái Đính.
Les principaux embarcadères sont ceux de Tam Cốc, Van Long et Tràng An cố.

## Présentation
Situé sur la rive méridionale du delta du fleuve Rouge, Tràng An est un paysage de pitons karstiques sillonné de vallées, pour certaines immergées, et encadré de falaises abruptes, presque verticales, d'où son assimilation à la baie d'Hạ Long et son surnom de « Baie d'Hạ Long terrestre ».
L’exploration de quelques-unes des grottes nombreuses dans ce paysage laisse apparaître les traces archéologiques d’une activité humaine datant d'environ 30 000 ans. Elles attestent de l’occupation de ce massif par des chasseurs-cueilleurs et de leur adaptation aux changements climatiques et environnementaux.
Le site, d'une superficie de 12 252 ha, présente un ensemble de 47 éléments historiques et de plus de 100 grottes inondées dont une cinquantaine atteignent une profondeur de 10 mètres et relient 30 petites vallées.
Le site comprend aussi Hoa Lư, la capitale du Viêt Nam aux Xe et XIe siècles, ainsi que des rizières, des villages, des temples, des pagodes et autres vestiges archéologiques.
Le complexe classé au patrimoine mondial possède des paysages naturels uniques de montagnes, de forêts, de lagunes et des circuits de promenade en barques sur les rivières Ngô Đồng, Tiên, Vọc, Sào Khê, Đền Vối ou Bến Đang. S'y trouvent de nombreuses grottes telles que les grottes Thiên Hà, Thiên Thanh, Tiên, Tiên Cá, Vái Giời, Thủy Cung, Bụt, Tam Cốc, Tràng An et Sinh Dược, des sites archéologiques tels que les grottes Mòi, Bói, Trống, le toit Ốc, la vallée de Bình et la citadelle Hoa Lư, des vestiges historiques datant des quatre dynasties Đinh, Lê, Lý ou Trần tels que le palais Hoa Lư, le temple Vua Đinh - Vua Lê, la pagode Bích Động, la pagode Bái Đính, le palais Vũ Lâm, les temples Thái Vi, Trần, Suối Tiên ou d'autres paysages tels que la vallée des oiseaux, la vallée du soleil, la grotte de la danse, la forêt de Hoa Lư…
Le 23 juin 2014, lors de la 38e session du Comité du patrimoine mondial à Doha, le complexe paysager panoramique de Tràng An a été inscrit au patrimoine mondial de l'UNESCO.

## Prix d'entrée et horaires
Tarifs des billets
- Adultes : 250 000 VND par personne
- Enfants de 1 m à 1,3 m : 120 000 VND par personne
- Enfants de moins de 1 m : Gratuit
- Location de bateau privé : 1 250 000 VND par bateau

Les billets peuvent être achetés directement à l’entrée du site. Chaque bateau peut accueillir de 4 à 5 personnes, en fonction du poids total. Une fois l’embarquement effectué ou l’entrée dans la zone d’embarquement franchie, les billets ne sont pas remboursables.
Horaires d’ouverture
Le site est ouvert tous les jours de 7h00 à 16h30. Les horaires peuvent varier en fonction des conditions météorologiques et des jours fériés. En cas de conditions climatiques défavorables, l’administration peut suspendre temporairement la vente des billets.

## Galerie

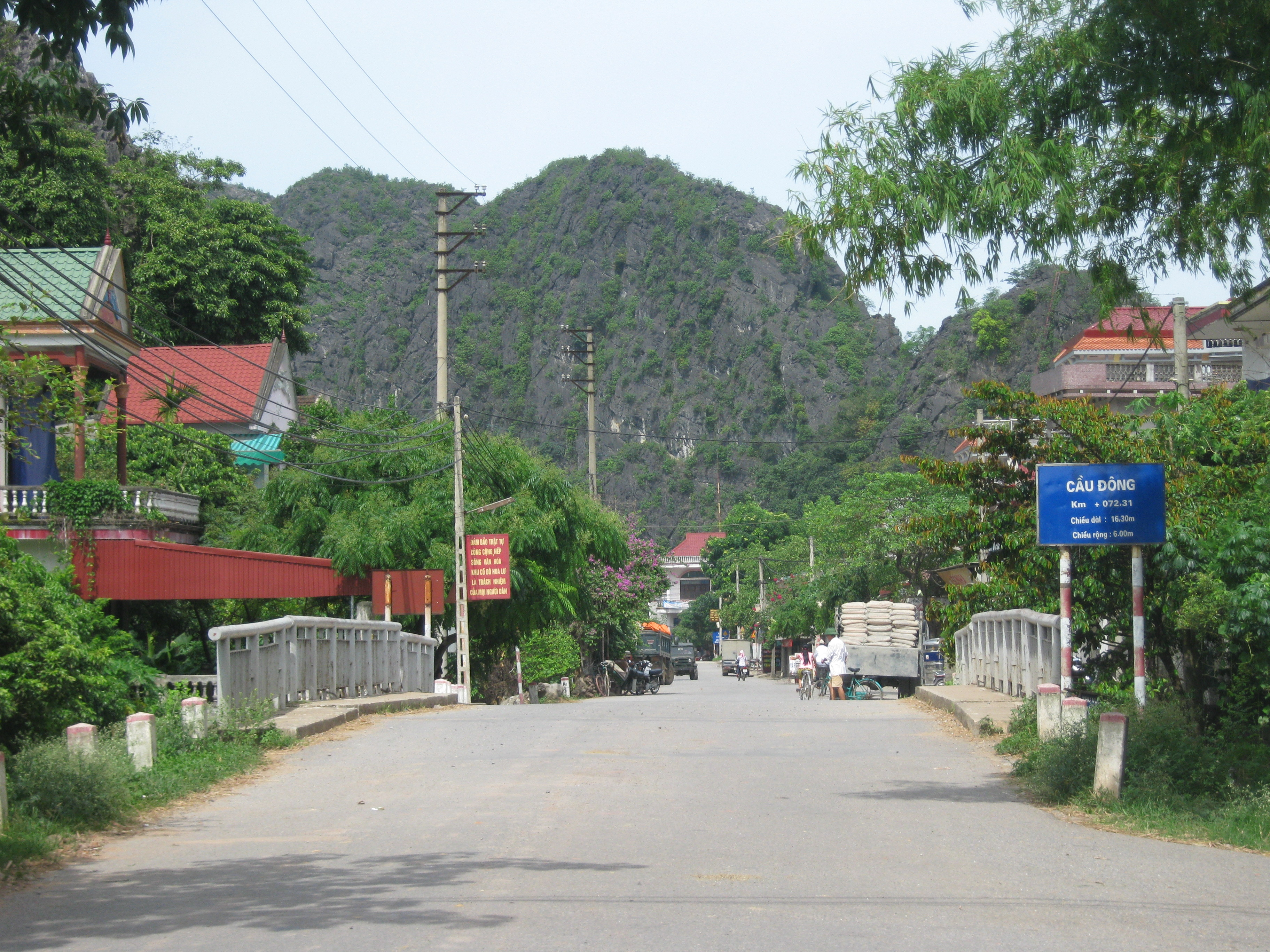
Le pont Hoa Lư.
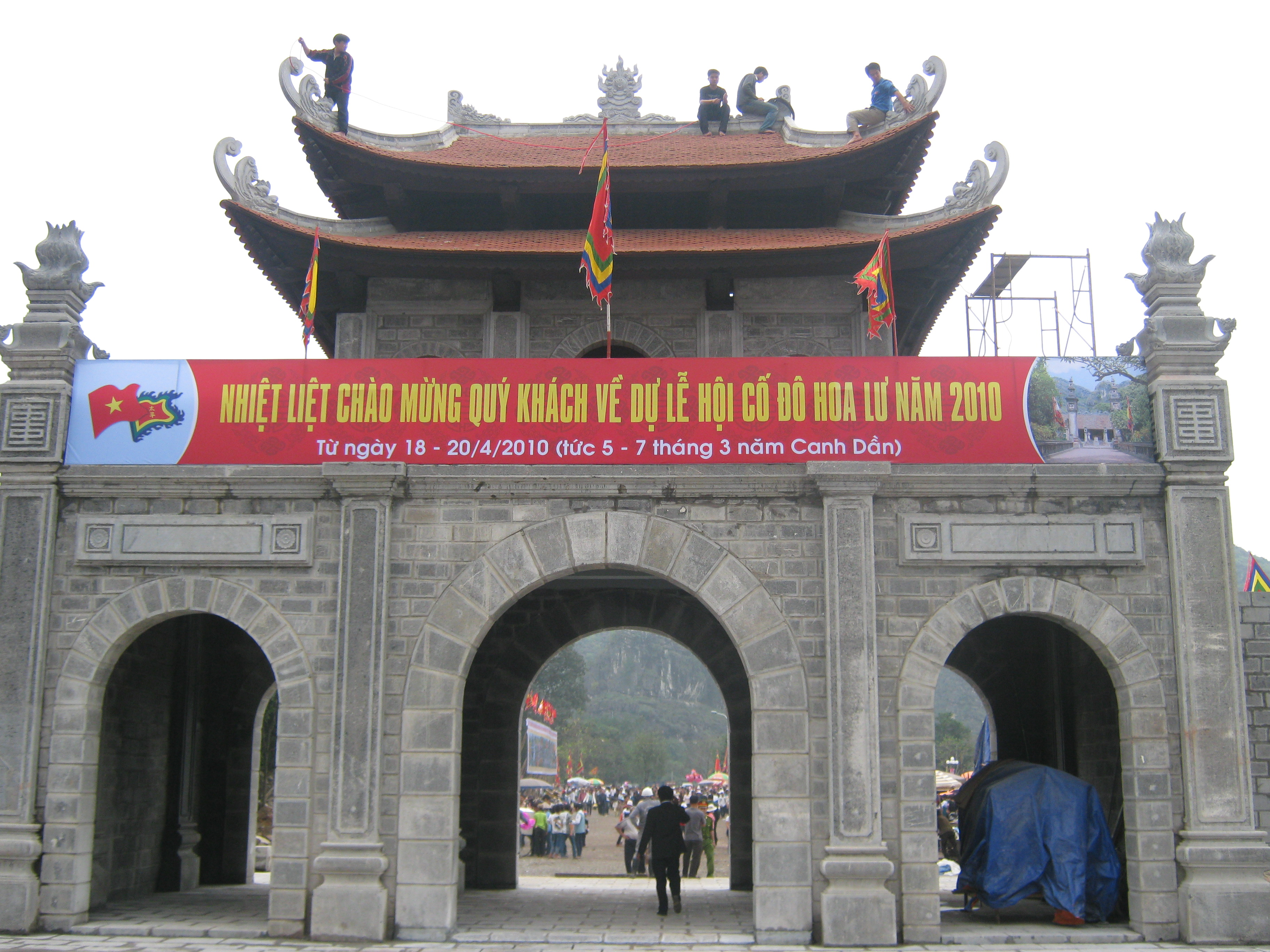
La porte du Temple du roi Đinh Tiên Hoàng.
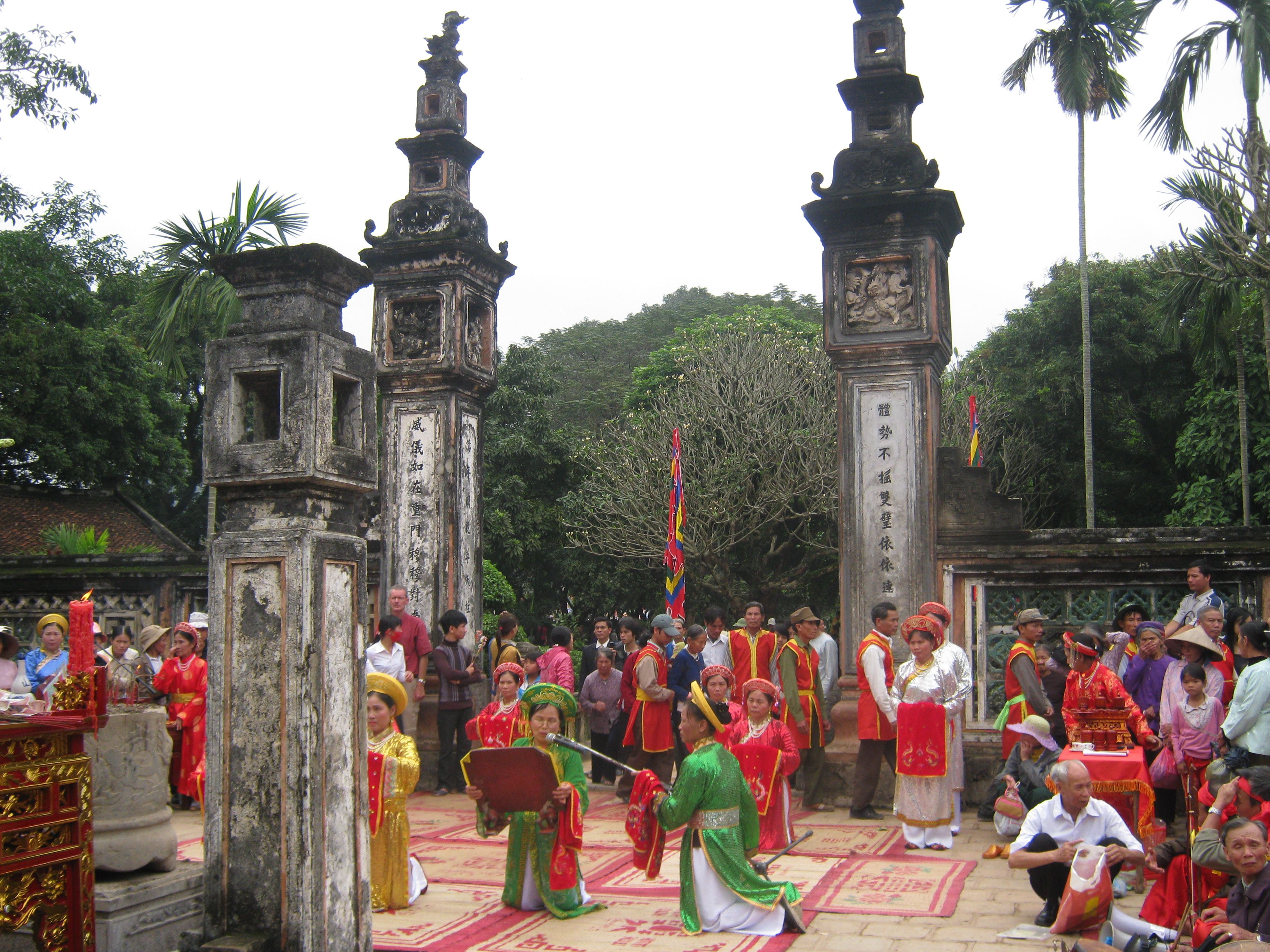
Festival de Hoa Lư.
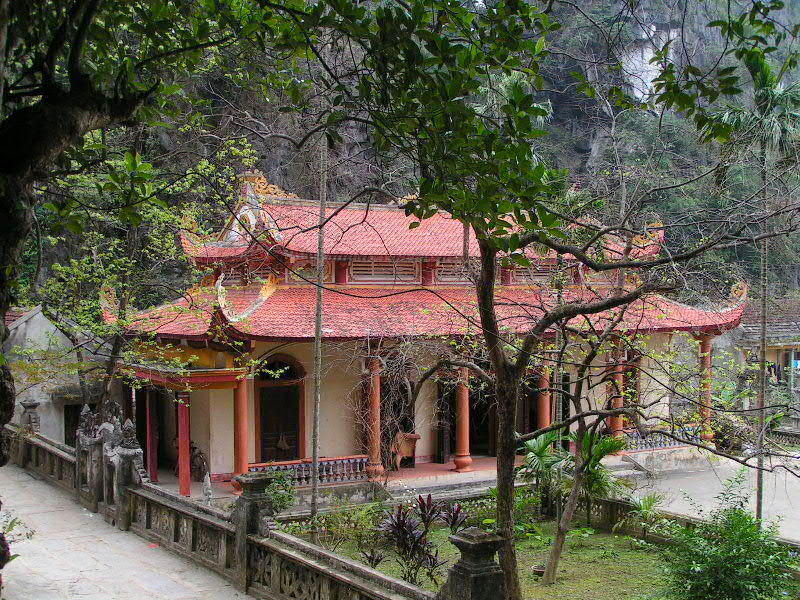
La pagode Hạ et la rivière Ngô Đồng.
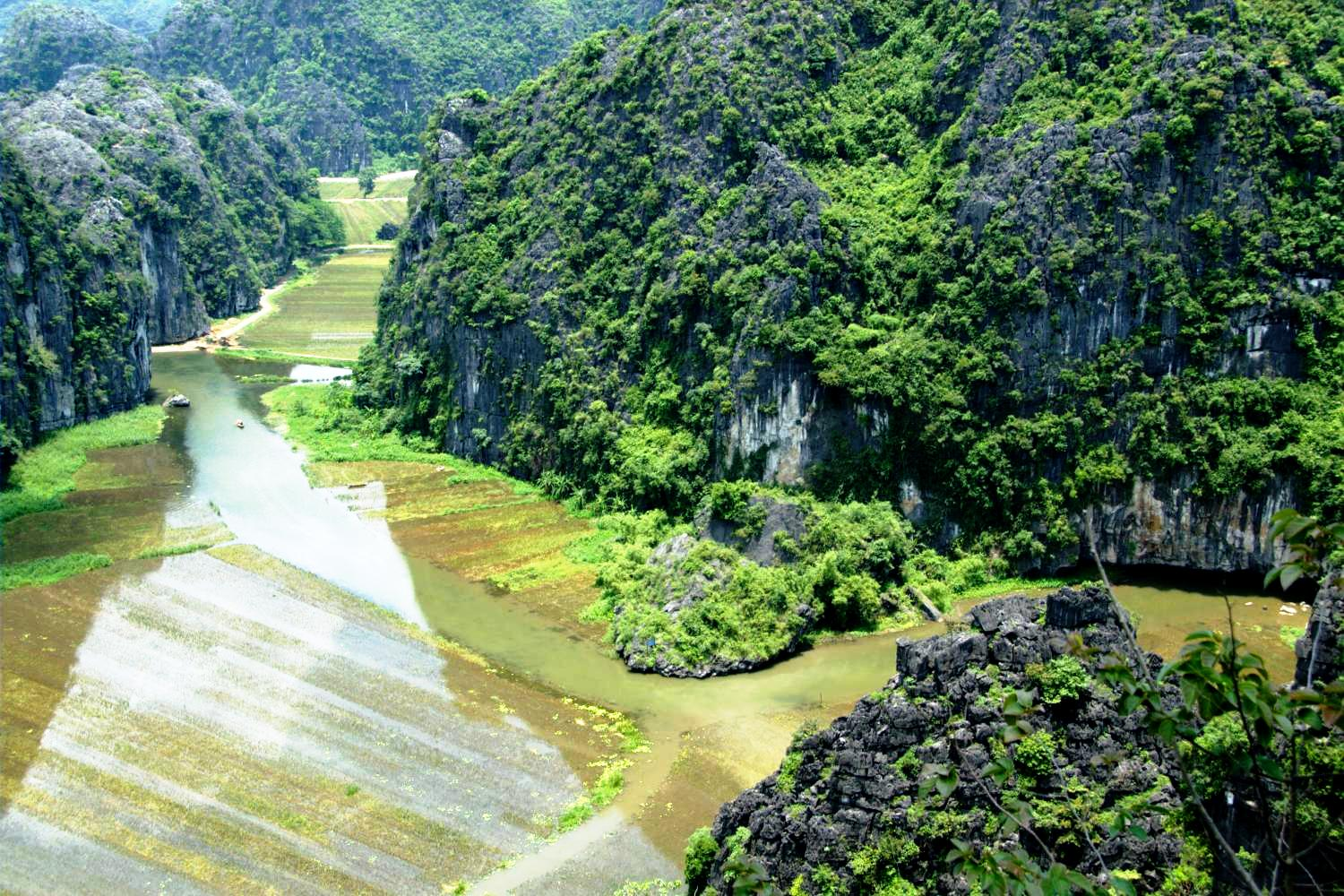
La rivière Ngô Đồng.
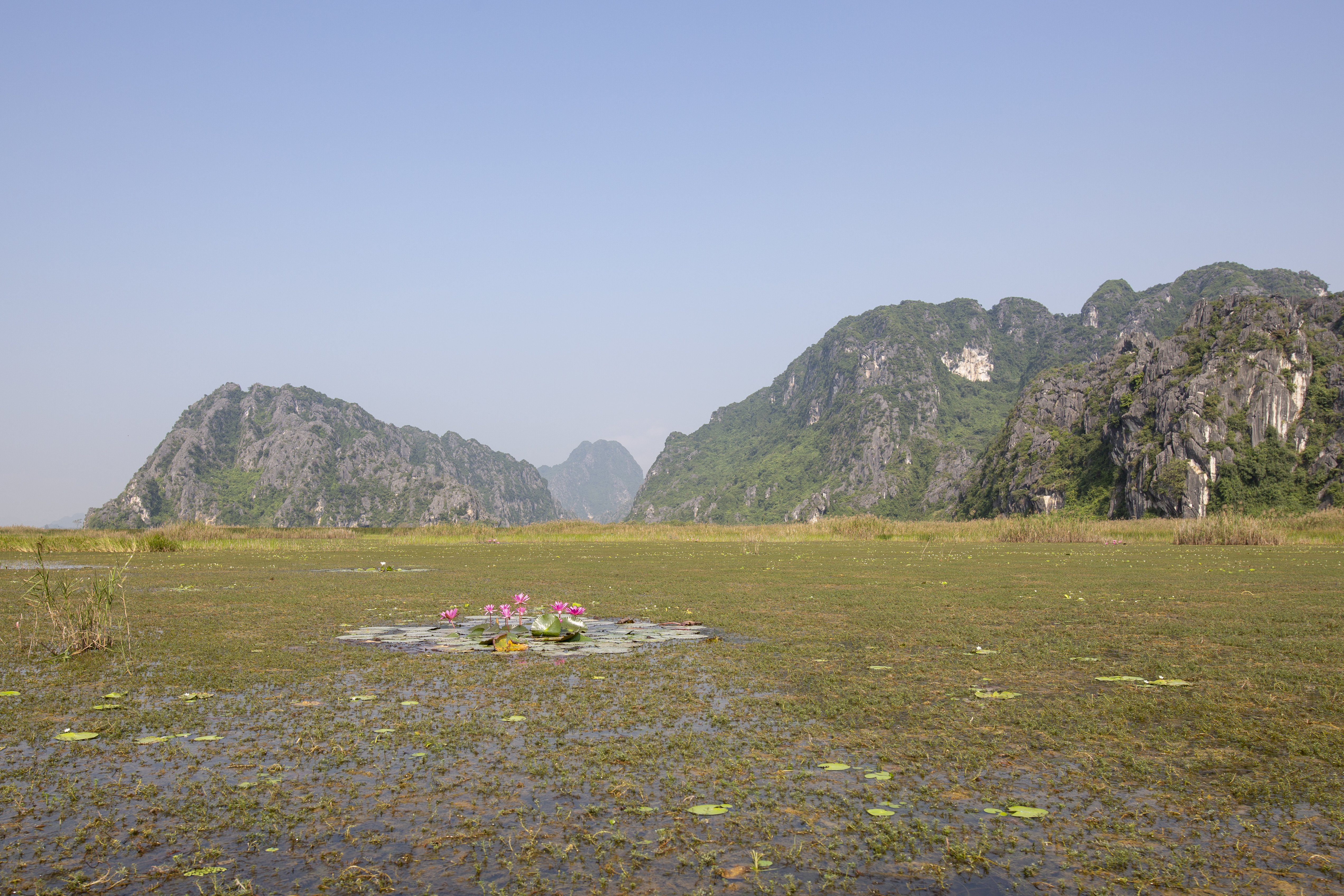
Paysage à Van Long.
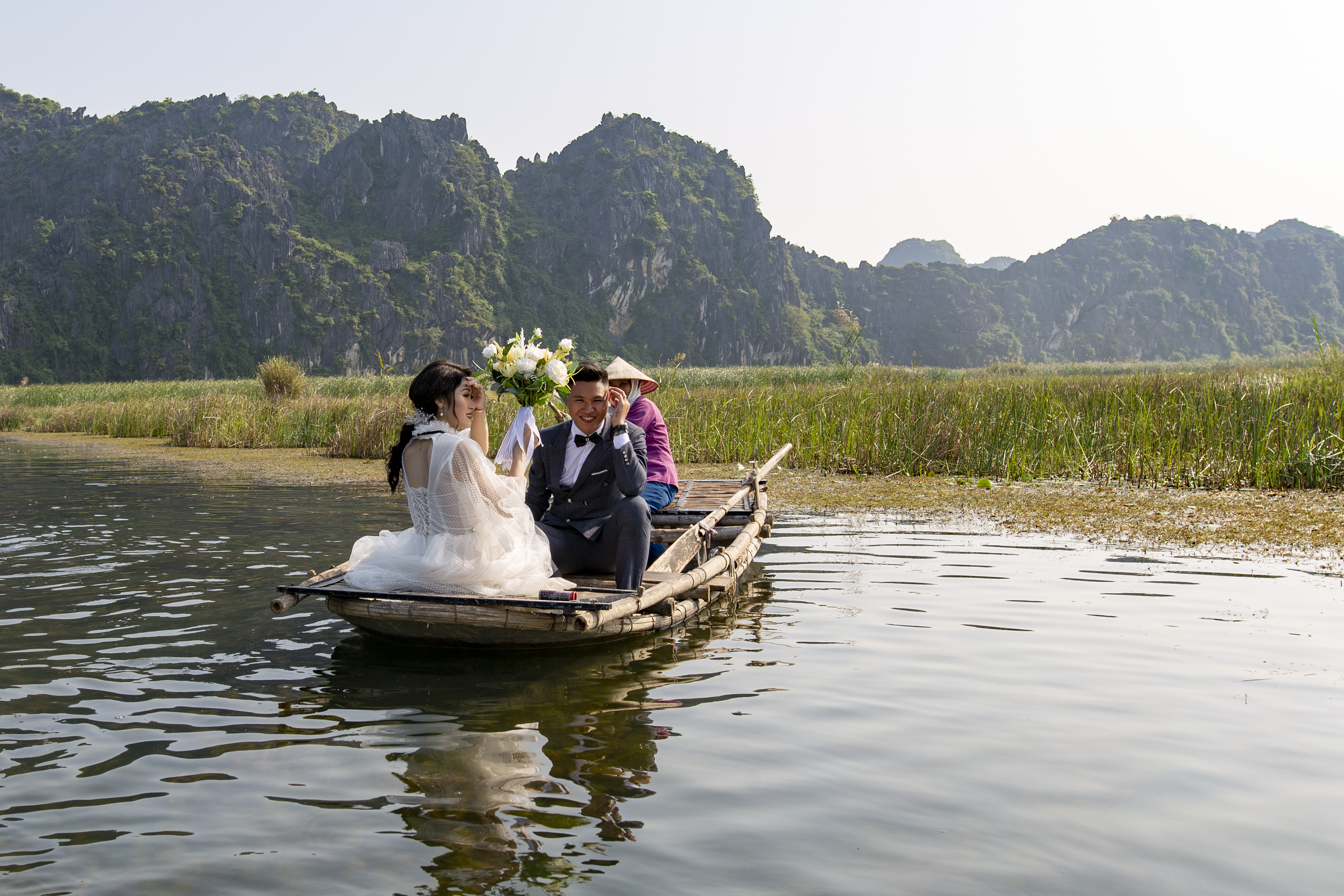
Mariés sur les flots.
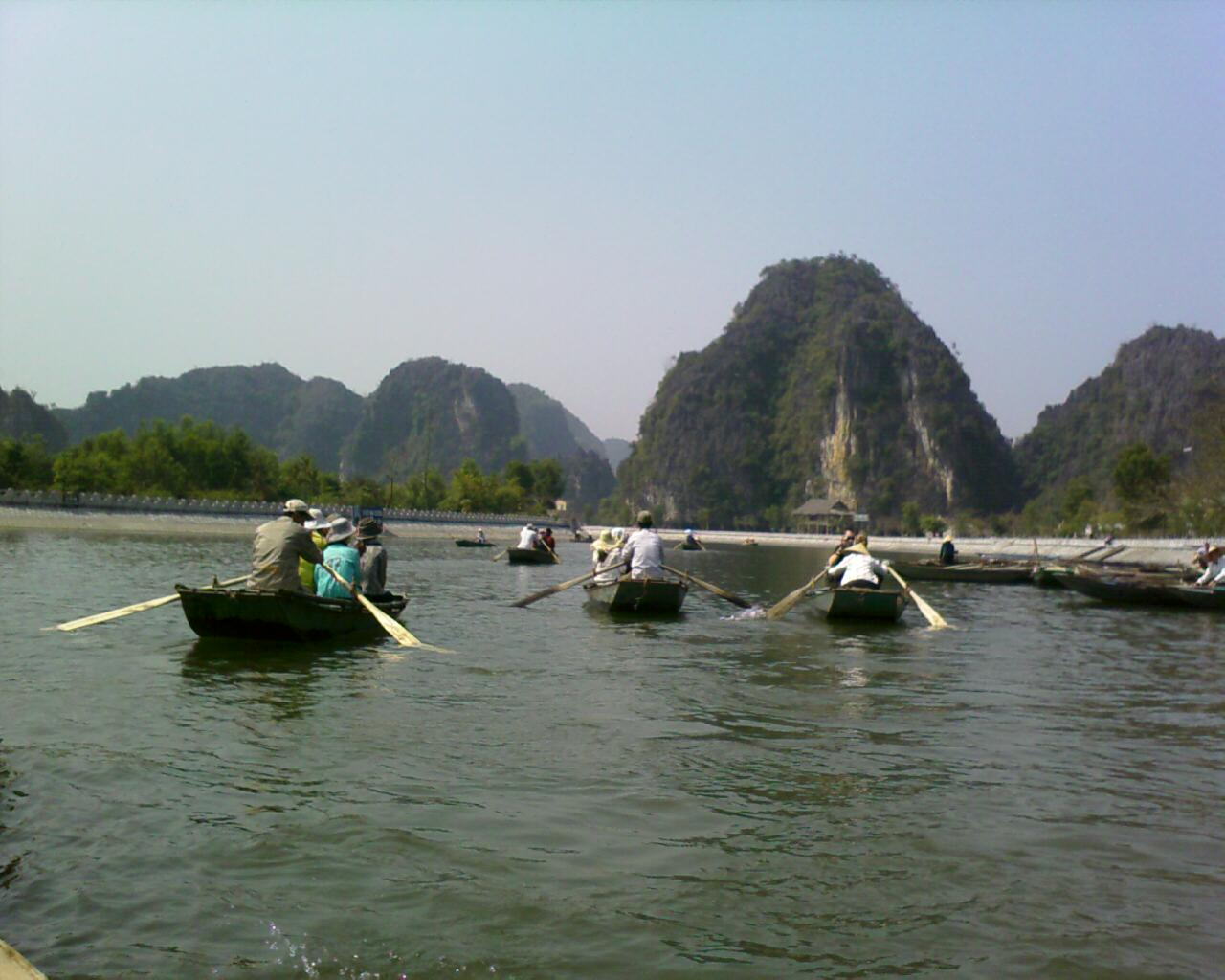
Ballades en barques.
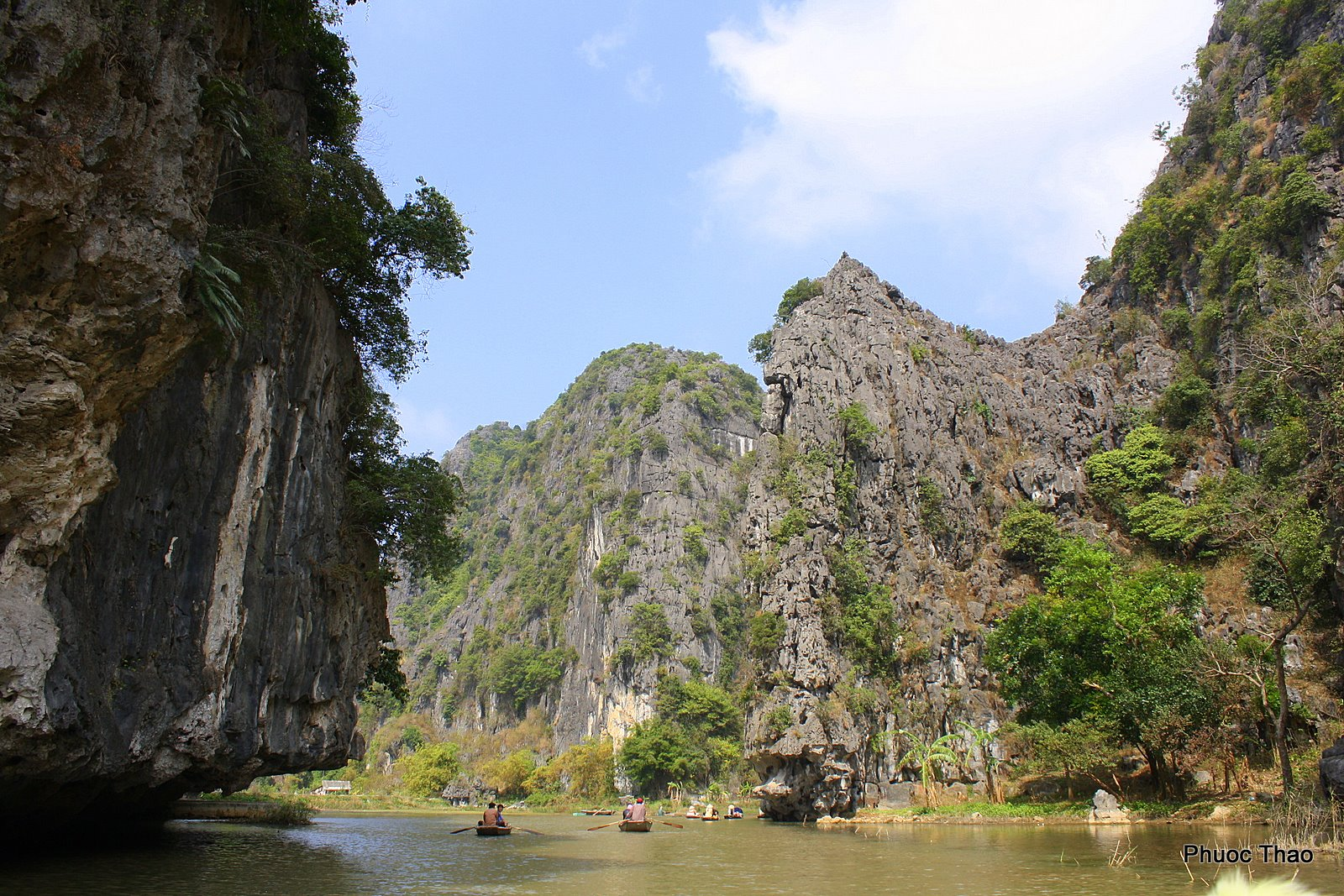
Paysage karstique.
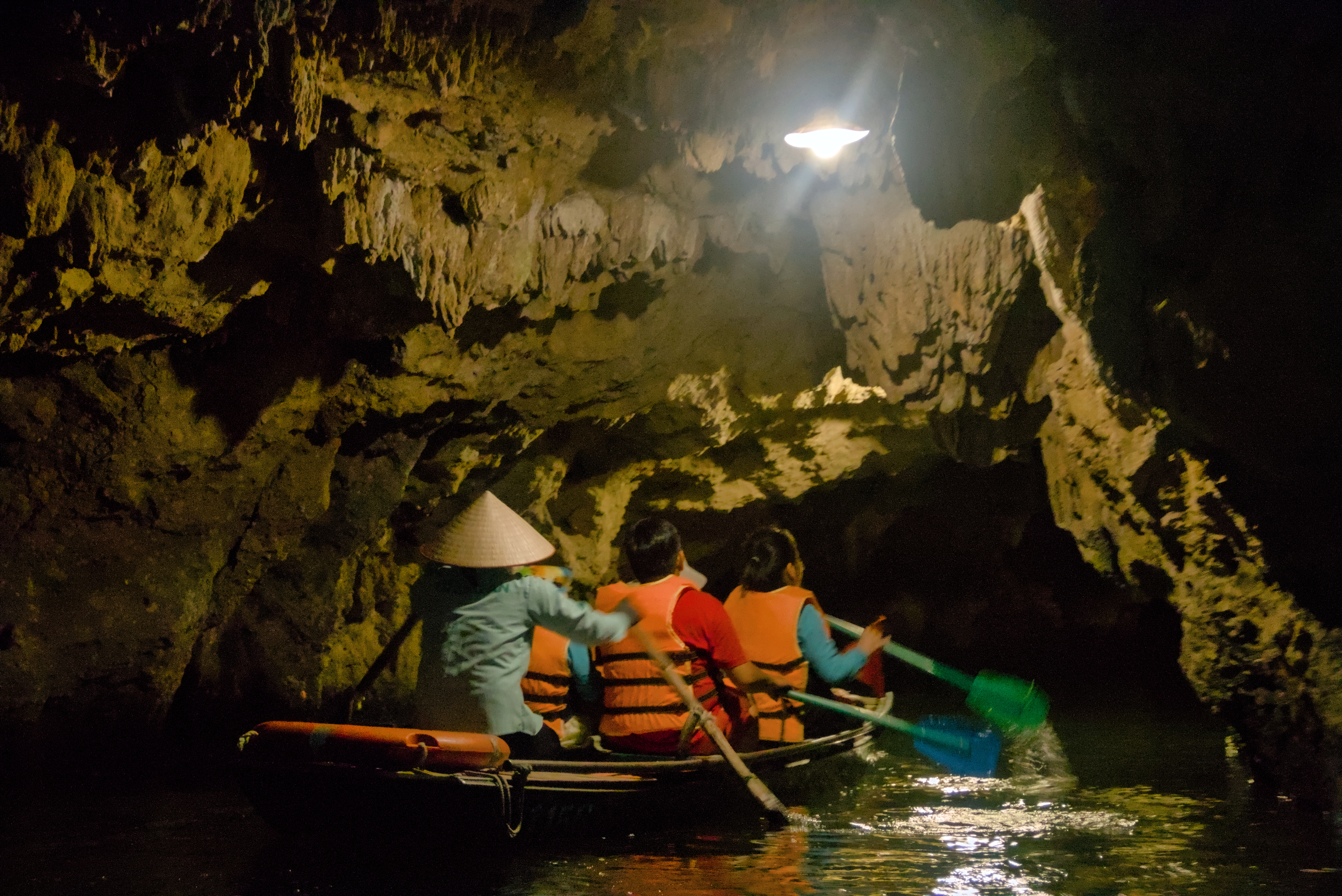
Barque touristique dans une grotte entre deux plans d'eau.
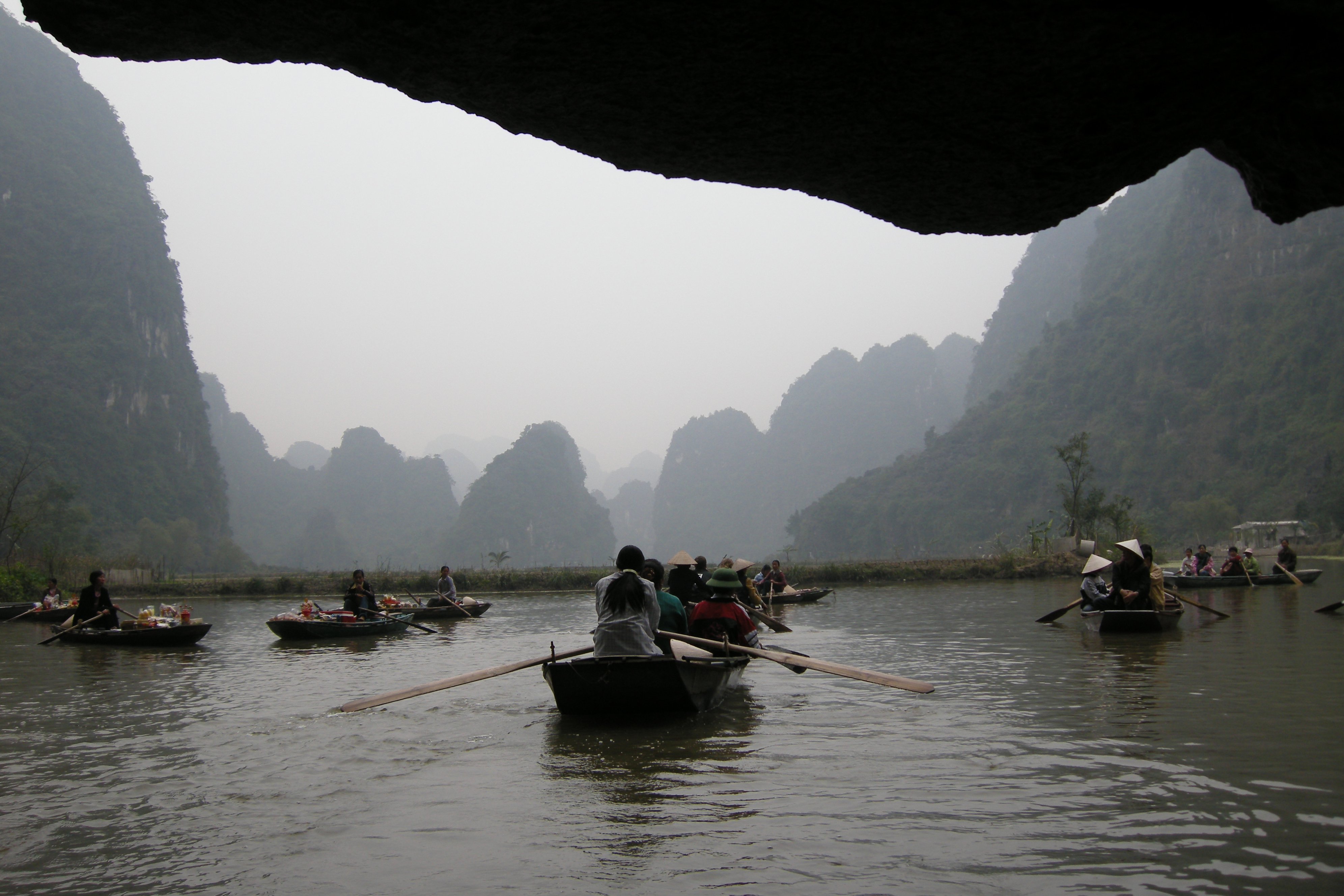
Sortie d'une grotte.
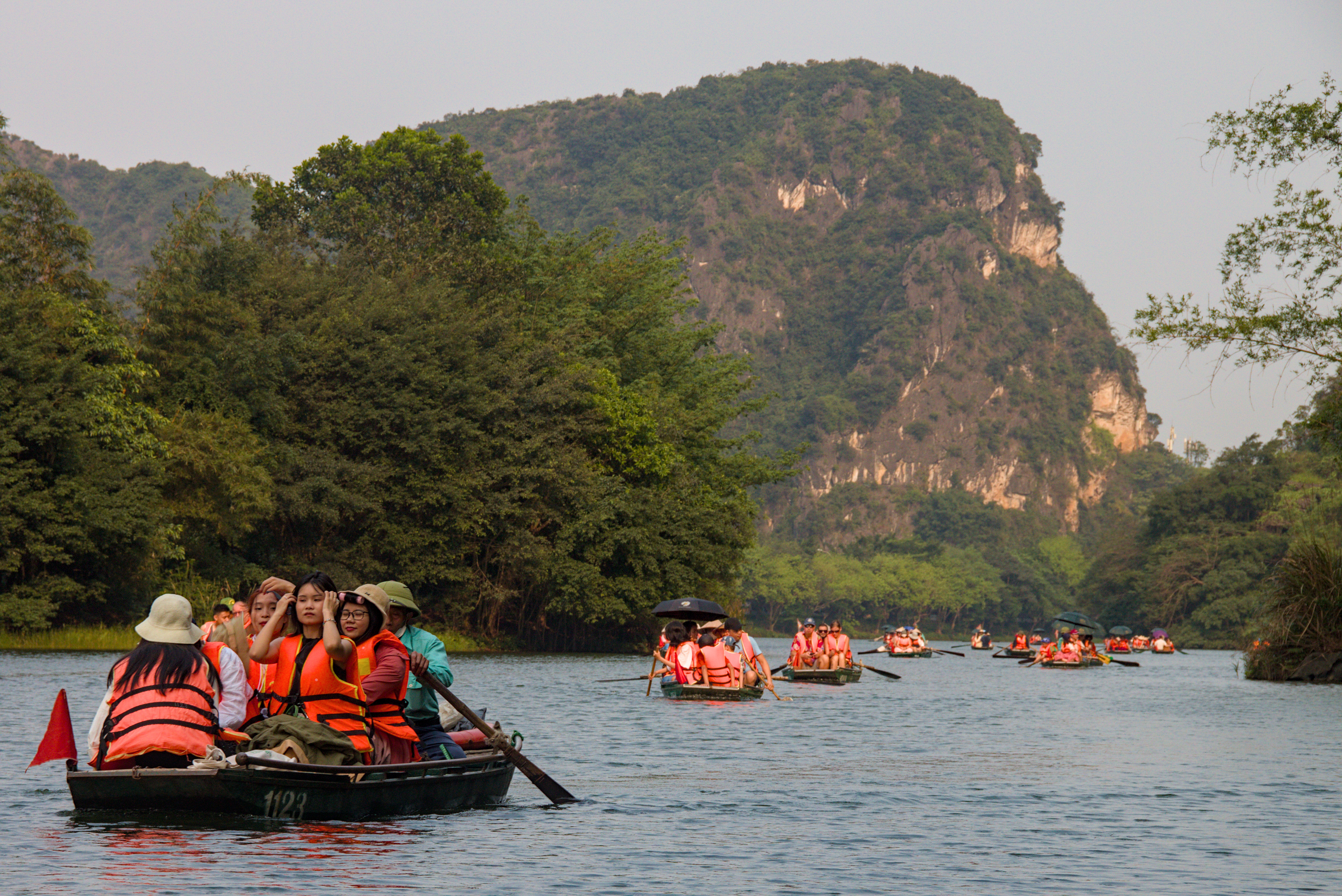
Nombreuses barques touristiques sur un plan d'eau.